# Fritz Wölcken
Fritz Wölcken (* 2. Februar 1903 in Tianjin, China; † 14. März 1992 in Murnau) war ein deutscher Professor für Englische Philologie, Übersetzer und Autor.

## Leben
Fritz Wölcken wurde in Tianjin, China, damals Teil der deutschen Kolonie Kiautschou als Sohn eines Deutschen Kaufmanns geboren. 
Nach Abitur und Ausbildung im Buchhandlung studierte er in Göttingen Englische Philologie, Germanistik und Philosophie und promovierte dort 1928 über Shakespeares Zeitgenossen in der deutschen Literatur. Im Anschluss war er für 4 Jahre an der Odenwaldschule als Lehrer tätig, bevor er ab 1932 in Schottland an den Universitäten Edinburgh und Aberdeen einen Ph.D. abschloss und parallel lehrte. 
Ab 1937 wieder in Deutschland machten die politischen Bedingungen eine wissenschaftliche Karriere unmöglich. Beruflich kehrte er in den Verlagsbuchhandel zurück und blieb diesem auch nach Ende des Zweiten Weltkrieges treu bis zur Rückkehr in die Wissenschaft. Fritz Wölcken habilitierte sich 1950 mit dem Buch Der literarische Mord. Ab 1958 war er Professor für Englische Philologie an der LMU München, sowie 1965–1966 und 1969–1970 Dekan in der philosophischen Fakultät.
Bleibend in der literaturwissenschaftlichen Forschung war in Beachtung und Würdigung von Kriminalliteratur in den 1950er Jahren als eigenständigen und ernstzunehmenden Bestandteil der Literatur. In Deutschland gab es zuvor keine Forschung zu diesem Literaturgenre. Sie  wurde auch außerhalb der Wissenschaft in populären Magazinen beachtet.
Sein jüngerer Bruder Kurt Wölcken war Geophysiker und Meteorologe. 